# Rain Fell Within
Rain Fell Within var ett symphonic metal/gothic metal-band från Virginia, USA. Bandet grundades 1996 och splittrades 2002. De var kända för sitt lite speciella sound med kvinnlig sopran, Dawn Desireé, som leadsinger.

## Medlemmar
Senaste medlemmar
- Dawn Desireé – sång, keyboard (1996–2002)
- Kevin Thomas – gitarr (1996–2002)
- Charles Gore – basgitarr (1996–2002)
- Tim Miller – trummor (1998–2002)
- Jason Aaron Wood – gitarr (2001–2002)
- Laurie Ann Haus – bakgrundssång (2001–2002)
- John Battema – keyboard (2002)

Tidigare medlemmar
- John "Sardonius" Brown – trummor (1996-1998)
- William Rucker – gitarr (1996–1998)
- Owen Davis – gitarr (1999–2001)

Turnerande medlemmar
- Jason Ian-Vaughn Eckert – rytmgitarr (2001–2002)
- Jennifer LeeAnna – bakgrundssång (2000)

## Diskografi
Studioalbum
- 2002 – Refuge

EP
- 1998 – Solemn Days (demo)
- 2000 – Believe